# Paul Durand (compositeur)
Pour les articles homonymes, voir Paul Durand et Durand.
 (novembre 2017).
Si vous disposez d'ouvrages ou d'articles de référence ou si vous connaissez des sites web de qualité traitant du thème abordé ici, merci de compléter l'article en donnant les références utiles à sa vérifiabilité et en les liant à la section « Notes et références ».
Paul Durand, aussi connu sous le nom de plume Paul Vautricourt, est un chef d'orchestre et compositeur français d'opérettes et de musiques de films né le 28 janvier 1907 à Sète (Hérault) et mort le 25 janvier 1977 à Louveciennes dans les Yvelines. Il est notamment connu pour la musique de la chanson Seule ce soir (1941) et du film La Vache et le Prisonnier (1959), ou encore pour la musique accompagnant La Pastorale des santons de Provence, pièce radiophonique à succès d'Yvan Audouard (publiée en disque chez Polydor en 1957).

## Biographie
Né à Sète le 28 janvier 1907, il étudie la composition au Conservatoire national de musique de Montpellier. Il est ensuite organiste au Sacré-Cœur de Sète de 1924 à 1936 et chef d’orchestre au casino de Sète de 1934 à 1936.
Il dédie sa première chanson Dis-moi que tu m’aimes d’amour en 1936 à Reda Caire. Il s'installe à Paris en 1938 et devient pianiste dans divers cabarets. Pendant la guerre, Henri Varna lui confie la direction de l’orchestre du Casino de Paris. Il connaît alors son premier grand succès (Je suis) Seule ce soir, (paroles de Rose Noël et Jean Casanova), chanté par Léo Marjane au printemps 1941 et enregistré en juillet de la même année.
De 1947 à 1949, Paul Durand dirige une formation symphonique légère qui porte son nom. Il devient également producteur de radio et son émission  La Kermesse aux chansons révèle, entre autres, Eddie Constantine, Jacqueline François, Dario Moreno et les Sœurs Étienne.
Il meurt à Louveciennes le 25 janvier 1977, à 69 ans, et il est inhumé à Sète.

## Œuvres

### Chansons[4]
- (Je suis) Seule ce soir (1941)
- Aujourd'hui peut-être (paroles de Marcel Sicard), créée par Fernand Sardou en 1946.
- Cheveux au vent (paroles de Raymond Vincy), 1947.
- Mademoiselle de Paris (paroles d’Henri Contet), créée par Jacqueline François en 1948.
- Boléro (paroles d’Henri Contet), créée par Jacqueline François en 1948, reprise aux Etats-Unis par Bing Crosby sous le titre All my love.
- Un air d’accordéon.
- Embrasse-moi bien (paroles de Henri Contet), 1952.
- Habanera (1953).
- Moi je dors près de la Seine (paroles d’Henri Contet), 1953.
- Est-ce l’amour (paroles de Jacques Larue).

### Opérettes
- Un de Marseille.
- Le Facteur de Troulbiniou interprété par Bach, Rivers Cadet, Anny Bréa et Jacqueline Comte (Ambigu, février 1951).
- La Castiglione (paroles de Marc-Cab) avec Florence Raynal, André Jobin, Luc Barney, Dominique Tirmont et Jacqueline Guy, créée au Capitole de Toulouse le 23 décembre 1967.

### Filmographie
- Alibi pour un meurtre.
- Casino de Paris.
- La Dame de chez Maxim’s.
- La Vache et le Prisonnier.
- Sherlock Holmes, série anglaise.
- Deux de l’escadrille.
- Scandale aux Champs-Élysées.
- Les Vieux de la vieille.
- Paris Palace Hôtel.
- Une manche et la belle.
- L'Énigmatique Monsieur D.
- Le colonel est de la revue.
- Le Saint mène la danse.